# Podosorus
Podosorus es un género monotípico de helechos de la familia  Polypodiaceae. Su única especie: Podosorus angustatus, es originaria de Filipinas donde se encuentra en la Sierra Madre en Luzon.

## Taxonomía
Podosorus angustatus fue descrita por  Richard Eric Holttum y publicado en Kew Bulletin 20: 455. 1967.